# Allan Saint-Maximin
Allan Irénée Saint-Maximin (* 12. března 1997 Châtenay-Malabry) je francouzský profesionální fotbalista, který hraje na pozici křídelníka za saúdský klub Al Ahli.

## Klubová kairéra
Saint-Maximin se narodil v Châtenay-Malabry, obci na jihozápadním předměstí Paříže, jeho předci pocházejí z Guadeloupe a Francouzské Guyany.
Saint-Maximin debutoval v Ligue 1 v dresu Saint-Étienne 1. září 2013, když vystřídal v zápase proti Bordeaux v 69. minutě Romaina Hamoumu.
31. července 2015 přestoupil Saint-Maximin do Monaka, okamžitě však odešel na hostování do německého klubu Hannover 96. 28. července 2016 se Saint-Maximin připojil k Bastii na sezónní hostování.
Saint-Maximin přestoupil do OGC Nice za nezveřejněnou poplatek za přestup dne 7. srpna 2017.

### Newcastle United
2. srpna 2019 se Saint-Maximin připojil, na základě šestileté smlouvy, k anglickému Newcastlu United hrající v Premier League. Debutoval o devět dní později při porážce s Arsenalem v 1. kole sezóny 2019/20.
5. prosince 2019 vstřelil Saint-Maximin svůj první gól v klubu při výhře 2:0 proti Sheffieldu United. Jeho druhý gól padl o dva měsíce později ve čtvrtém kole FA Cupu proti týmu hrající League One Oxfordu United, když po individuální akci vstřelil vítěznou branku.
Francouz také vstřelil vítězný gól při výhře Newcastlu 1:0 proti Southamptonu 7. března 2020. 1. července asistoval na tři góly při vítězství Magpies 4:1 nad Bournemouthem.

## Statistiky
K 27. únoru 2021
| Klub                | Sezóna  | Liga           | Liga   | Liga | Národní pohár | Národní pohár | Ligový pohár | Ligový pohár | Evropské poháry | Evropské poháry | Ostatní | Ostatní | Celkem | Celkem |
| Klub                | Sezóna  | Liga           | Zápasy | Góly | Zápasy        | Góly          | Zápasy       | Góly         | Zápasy          | Góly            | Zápasy  | Góly    | Zápasy | Góly   |
| ------------------- | ------- | -------------- | ------ | ---- | ------------- | ------------- | ------------ | ------------ | --------------- | --------------- | ------- | ------- | ------ | ------ |
| Saint-Étienne       | 2013/14 | Ligue 1        | 3      | 0    | 1             | 0             | 0            | 0            | 1               | 0               | —       | —       | 5      | 0      |
| Saint-Étienne       | 2014/15 | Ligue 1        | 9      | 0    | 2             | 0             | 0            | 0            | 1               | 0               | —       | —       | 12     | 0      |
| Saint-Étienne       | Celkem  | Celkem         | 12     | 0    | 3             | 0             | 0            | 0            | 2               | 0               | 0       | 0       | 17     | 0      |
| Hannover 96 (host.) | 2015/16 | Bundesliga     | 16     | 1    | 2             | 0             | —            | —            | —               | —               | —       | —       | 18     | 1      |
| Bastia (host.)      | 2016/17 | Ligue 1        | 34     | 3    | 1             | 0             | 1            | 0            | —               | —               | —       | —       | 36     | 3      |
| Monaco              | 2017/18 | Ligue 1        | 1      | 0    | 0             | 0             | 0            | 0            | 0               | 0               | 1       | 0       | 2      | 0      |
| Nice                | 2017/18 | Ligue 1        | 30     | 3    | 1             | 0             | 1            | 0            | 6               | 2               | —       | —       | 38     | 5      |
| Nice                | 2018/19 | Ligue 1        | 34     | 6    | 2             | 0             | 0            | 0            | —               | —               | —       | —       | 36     | 6      |
| Nice                | Celkem  | Celkem         | 64     | 9    | 3             | 0             | 1            | 0            | 6               | 2               | 0       | 0       | 74     | 11     |
| Newcastle United    | 2019/20 | Premier League | 26     | 3    | 4             | 1             | 0            | 0            | —               | —               | —       | —       | 30     | 4      |
| Newcastle United    | 2020/21 | Premier League | 16     | 2    | 0             | 0             | 1            | 0            | —               | —               | —       | —       | 17     | 2      |
| Newcastle United    | Celkem  | Celkem         | 42     | 5    | 4             | 1             | 1            | 0            | 0               | 0               | 0       | 0       | 47     | 6      |
| Celkem              | Celkem  | Celkem         | 166    | 17   | 13            | 1             | 3            | 0            | 8               | 2               | 1       | 0       | 192    | 19     |